# Launaea petitiana
Launaea petitiana là một loài thực vật có hoa trong họ Cúc. Loài này được (A.Rich.) N.Kilian mô tả khoa học đầu tiên năm 1997.